# Hyperlapse
L'hyperlapse és una tècnica fotogràfica variant del time-lapse (filmació a intervals) per crear seqüències i plans de moviment. La posició de la càmera canvia d'una foto a l'altre, i així fer un moviment seguit entre imatges. D'aquesta manera, mentre que amb un time-lapse la càmera es troba gairebé estàtica o en moviments sotils de distàncies curtes, l' hyperlapse és lliure d'aquestes limitacions i permet un moviment de càmera a distàncies considerables.

## Història
La primera pel·lícula que utilitza la tècnica de l'hyperlapse sembla que va ser Pacer, rodada amb format Super-8 a Montreal el 1995 per Guy Roland, després de diversos experiments durant els anys vuitanta i noranta. S'ha suggerit que el terme "hyperlapse" va ser utilitzat per primera vegada el 2011 pel cineasta nord-americà Dan Eckert i marcada de manera decisiva per l'artista Shahab Gabriel Behzumi i el seu vídeo "Berlin Hyperlapse" (2012).

## Tècnica
Un hyperlapse, de la mateixa manera que una stop-motion, és gravat amb una càmera fotogràfica, les imatges Fotograma (Frames) són unides en el muntatge, construint així un vídeo sencer (Així es va desenvolupar el nom Stop-Motion Timelapse). En un hyperlapse, la cámera digital normalment es concentra en un punt fix, al voltant de la qual es mou per distàncies àmplies. Per poder superar les llargues distàncies normalment es recorre a distàncies a peu amb la càmera en un trípode fotogràfic (D'aquí ve el nom "Walklapse"). Les imatges estan alineades i unificades en la postproducció a una sola presa en moviment. No obstant això, aquest procediment converteix el hyperlapsing en una tècnica fotogràfica laboriosa.

### "Walking Hyperlapse"
Un "Walking hyperlapse" és una tècnica especial d'hyperlapse que requereix que una persona del quadre camini a un interval especificat. Quan es reprodueix, la persona semblarà que camina a velocitat normal, mentre que la resta sembla que es mou ràpidament per l'escena. Per exemple, un hyperlapse enregistrat a 1 fotograma per segon mentre una persona camina a 124 pulsacions per minut, capturarà un fotograma a tots els altres passos. Quan es reprodueix l'hyperlapse a 24 fotogrames per segon, la persona semblarà que camina a velocitats normals.

## Desenvolupament de l'hyperlapse
La tècnica del time-lapse segueix desenvolupant-se contínuament. La qualitat de la imatge, com a exemple, és augmentada per tècniques fotogràfiques més eficients i l'estabilització de les seqüències és millorada per automatitzacions més potents. Per afegir, amb la resolució d'imatge màxima de les càmeres digitals sempre en augment hi ha més llibertat d'acció en la postproducció, perquè una resolució alta permet alteracions sintètiques del factor de zoom sense pèrdua de qualitat visible. Això augmenta també la dinàmica i la seqüència.

## Google Street View Hyperlapse
Google Street View Hyperlapse és una aplicació de la forma Open Source de l'agència de disseny gràfic canadenca "Teehan + Lax", presenta la possibilitat de construir tours individuals amb les fotos de Google Street View i seguir-los. El programa calcula el camí des del punt de sortida fins al final i així genera un travelling virtual. L'aplicació permet a l'usuari rotacions interactives de 360 graus amb simultanis i continus canvis del punt de vista del fotògraf virtual. Google Street View també ofereix a l'usuari la possibilitat de practicar l'hyperlapsing a casa sense equip fotogràfic, una vegada que no hi ha necessitat d'utilitzar un equip de gravació. L'únic requisit és que el camí desitjat hagi estat gravat abans en imatges panoràmiques de 360 graus pel servei de Google Street View.